# Antanas Mikėnas
Antanas Mikėnas (ur. 24 lutego 1924 w Butkiszkach w obecnym rejonie poniewieskim, zm. 23 września 1994 w Wilnie) – litewski lekkoatleta (chodziarz) startujący w barwach Związku Radzieckiego, wicemistrz olimpijski z 1956.
Zdobył srebrny medal w chodzie na 20 kilometrów na igrzyskach olimpijskich w 1956 w Melbourne za swym kolegą z reprezentacji Leonidem Spirinem, a przed innym reprezentantem ZSRR Brunonem Junkiem. Jego rekord życiowy na tym dystansie pochodził z 1959 i wynosił 1:27:22.
Później pracował jako nauczyciel wychowania fizycznego i wykładowca w Wyższej Szkole Sportowej w Kownie.